# 田中弘史
田中 弘史（たなか ひろし、1935年5月5日 - 2022年4月28日）は、大阪府出身の日本の俳優、演出家。血液型はA型。10ANTS所属。

## 人物・略歴
1950年代から時代劇や現代劇問わず悪役を中心に活動した俳優。年を重ねてからは気の良い善人役も数多く演じた。
また舞台においては演出家としての活動も精力的に行っていた。
1995年、大阪新劇団協議会合同公演『茶館』にて大阪舞台芸術賞受賞。
2014年4月まで関西俳優協議会の会長を務めた。
2022年4月28日午後8時半、たこつぼ型心筋症のため大阪府堺市北区の病院で死去。86歳没。妻によると亡くなる約1年半前から体調が優れずに何度か病院で検査を受けていたが本人の意思により入院はしなかったという。また亡くなる前日には息苦しさから救急車で病院に搬送されていたことも明かしている。

## 出演

### テレビドラマ
- 部長刑事（1959年 - 1985年、OTV）
- ダイヤル110番 第361話「拝啓警察官殿」（1964年、NTV / YTV）
- 白雪劇場 / ミスター・シャネル（1965年、KTV）
- 銭形平次（CX / 東映） ※大川橋蔵主演版
  - 第67話「捕縄の誓い」（1967年） - いたちの新三
  - 第96話「割れた鏡」（1968年） - 佐吉
  - 第138話「女の賭け」（1968年） - 番頭忠七
  - 第151話「振袖が泣いている」（1969年） - 忠七
  - 第215話「喪服の似合う女」（1970年） - 政吉
  - 第234話「友切り左文字」（1970年） - 緋牡丹三次
  - 第265話「子供たちの城」（1971年） - 業平の政吉
  - 第336話「平次対用心棒」（1972年） - 番頭
  - 第342話「しのび逢い」（1972年） - 浜蔵
  - 第367話「日陰に散った涙花」（1973年） - 紋次
  - 第478話「影の女」（1975年）
  - 第504話「闇に立つ虚無僧」（1976年） - 繁造
  - 第551話「花と泥」（1976年） - 染
  - 第560話「おひさという女」（1977年）- 利助
  - 第564話「狙われた獄門首」（1977年）- 政寅
  - 第596話「夫婦屋台」（1977年）- 己代松
  - 第616話「旗本襲撃」（1978年）- 繁蔵
  - 第625話「わが子わが女房」（1978年） - 土井隼人
  - 第641話「生きる」（1978年） - 栄五郎
  - 第664話「去りゆく人々」（1979年） - 亥之吉
  - 第674話「夫婦流転」（1979年） - 宗吉
  - 第685話「思案橋の女」（1979年） - 紋蔵
  - 第767話「おとぼけ捕物道中」（1981年）
  - 第785話「逃亡者」（1981年）
  - 第858話「父の償い」（1983年） - 伊助
  - 第876話「笛屋敷殺人事件」（1984年）
- NHK大河ドラマ / 天と地と（1969年、NHK） - 番卒
- 新三匹の侍 第10話「決闘三対三」（1970年、CX / 松竹） - 喜兵衛
- 燃えよ剣 （1970年、NET / 東映） - 加納道之助
  - 第12話「策士」（1970年6月17日）
  - 第13話「近江の宿」（1970年6月24日）
  - 第15話「わかれ雲」（1970年7月8日）
  - 第16話「残月油小路」（1970年7月15日）
- 千葉周作 剣道まっしぐら 第33話「剣ふたたび」（1971年、TBS）- 料亭の番頭
- 清水次郎長 第19回「俺が惚れたでよ!」（1971年、CX / 東映） - 番頭
- さむらい飛脚 第2話「深夜の使い」（1971年、NET / 東映）
- 遠山の金さん捕物帳（NET / 東映）
  - 第32話「お蚕ぐるみの女」（1971年2月14日） - 旅籠の番頭
  - 第115話「殺しを頼まれた男」（1972年9月17日） - 喜八
  - 第129話「泥棒の後押しをした男」（1972年12月24日） - 仙造
- 紫頭巾事件帖 第21話「芋侍罷り通る」（1972年、12ch / 松竹）
- お祭り銀次捕物帳 第3話「飛びこんだ殺人者」（1973年、CX / 東映）
- 江戸を斬る 梓右近隠密帳 第8話「喜内のにわか彦左」（1973年、TBS / C.A.L）
- 新選組（1973年、CX / 東映） - 小山田千蔵
- 水戸黄門シリーズ（TBS / C.A.L）
  - 第3部 第22話「消えた姫君 -下関-」（1972年4月24日）- 新太
  - 第4部
    - 第6話「越後血風録 -高田-」（1973年2月26日）- 藩士
    - 第10話「あの紅が憎い -天童-」（1973年3月26日）- 同心

  - 第5部 第17話「酔いどれ用心棒 -松山-」（1974年7月29日） - 亀六の子分
  - 第7部
    - 第9話「群狼の罠 -松前-」（1976年7月19日） - 北海屋の手下
    - 第31話「助さん格さん子守唄 -渋川-」（1976年12月20日） - 旅籠の客

  - 第8部
    - 第18話「黄門さまの土蔵破り -堺-」（1977年11月14日） - 雲助
    - 第29話「妖雲晴れた桜島 -鹿児島-」（1978年1月30日） - 組頭

  - 第9部 第8話「荒野の襲撃 -三戸-」（1978年9月25日） - 宿場役人
  - 第10部 第12話「身ぐるみ剥がれた御老公 -津-」（1979年10月29日） - 鉄次
  - 第11部
    - 第5話「黄門さまを叱った娘 -新庄-」（1980年9月15日） - 役人
    - 第25話「胸に悲願の裏切り者 -佐倉-」（1981年2月2日） - 役人

  - 第12部
    - 第5話「名月木曽節仁義 -木曽福島-」（1981年9月28日） - 三蔵
    - 第9話「闇に閃く白頭巾 ‐膳所-」（1981年10月26日） - 役人
    - 第21話「湯気に隠れた悪企み -山中-」（1982年1月18日） - 嘉七

  - 第13部
    - 第1話「天下を狙う忍びの罠 -水戸・江戸-」（1982年10月18日） - 徒士組組頭
    - 第11話「悪を縛った伊賀の組紐 -伊賀上野-」（1982年12月27日） - 役人

  - 第14部
    - 第2話「悪を斬る! 白狐の剣 -郡山-」（1983年11月7日） - 工藤
    - 第26話「湯けむり格さん子守唄 -山中-」（1984年4月23日） - 後藤

  - 第15部 第20話「謎が渦巻く陰謀の宿 -米子-」（1985年6月10日） - 堀田の配下
  - 第16部
    - 第28話「娘を救った偽黄門 -弘前-」（1986年11月3日） - 榊
    - 第31話「頑固くらべ献上茶釜 -山形-」（1986年11月24日） - 羽州屋の番頭

  - 第17部
    - 第3話「炎に浮かぶ凶賊の罠 -甲府-」（1987年9月14日） - 代官所役人
    - 第10話「泣き笑い献上仏壇 -尾張-」（1987年11月2日） - 与力

  - 第18部 第21話「化け猫の仇討ち -久留米-」（1989年2月6日）
  - 第19部 第7話「人買い光右衛門 -尾花沢-」（1989年11月6日）
  - 第20部 第37話「悲願を秘めた水芸師 -長岡-」（1991年7月22日）
  - 第23部 第32話「酒にのまれて人殺し -兵庫-」（1995年3月20日） - 山城屋
  - 第24部
    - 第9話「母を慕う馬子唄哀し -徳島-」（1995年11月13日） - 市場弾右衛門
    - 第16話「瞼の父は悪の手先-島原-」（1996年1月8日)　- 品吉
    - 第32話「追われら男の恩返し-盛岡-」(1996年5月6日)　- 偽三

  - 第25部
    - 第10話「涙涙の父娘櫛-岸和田-」(1997年2月24日)　- 松五郎
    - 第27話「父を殺した男の真実-高田-」(1997年6月30日)　- 石堂播磨
    - 第35話「武士道を捨てた男-石巻-」(1997年8月25日)　- 小坂伴内

  - 第26部
    - 第8話「愛する夫は蘭語好き-佐伯-」　(1998年4月6日)　- 大坂屋
    - 第11話「拾った赤子が恩返し-霧島-」　(1998年4月27日)　- 園部掃部

  - 第28部 第27話「格さんの恋!-福山-」(2000年9月18日)　- 沖田
  - 第35部 第5話「格さん不覚 消えた印籠-石巻-」(2005年2月7日)　- 岩代屋
  - 第36部 第15話「お娟が挑んだ女の決闘-徳山-」(2006年11月13日)　- 重役
  - 第37部 第10話「死ぬな! 風の鬼若-能代-」(2007年6月11日)　-
  - 第41部 第11話「夢にまで見たお母さん -大坂-」（2010年12月20日）　- 親方
- 必殺シリーズ（ABC / 松竹）
  - 必殺仕置人 第19話「罪も憎んで人憎む」（1973年） - 小吹
  - 助け人走る
    - 第11話「落選大多数」（1973年） - 村田勘四郎
    - 第36話「解散大始末」（1974年） - 斎藤

  - 必殺必中仕事屋稼業 第14話「招かれて勝負」（1975年） - 浜田屋喜助
  - 必殺仕置屋稼業（1975年） 
    - 第19話「一筆啓上業苦が見えた」 - 小出俊蔵
    - 第25話「一筆啓上 不倫が見えた」 - 同心 ※クレジットでは田中弘と表記

  - 必殺仕業人（1976年）
    - 第7話「あんたこの仇討どう思う」 - 源太 ※クレジットでは田中弘と表記
    - 第16話「あんたこの無法どう思う」 - 勘八

  - 必殺からくり人・血風編 第2話「非道にたてつく紅い刃」（1976年） - 密偵 黒田
  - 新・必殺仕置人（1977年）
    - 第7話「貸借無用」 - 妙法の七
    - 第34話「軍配無用」 - 浅井俊二郎

  - 新 必殺からくり人（1977年)
    - 第2話「東海道五十三次殺し旅 戸塚」 - 松五郎
    - 第10話「東海道五十三次殺し旅 桑名」 - 辰吉

  - 江戸プロフェッショナル・必殺商売人（1978年）
    - 第1話「女房妊娠主水慌てる」 - 弥助
    - 第26話「毒牙に噛まれた商売人」 - 市五郎

  - 翔べ! 必殺うらごろし
    - 第9話「家具が暴れる恐怖の一夜」（1978年） - 弥平
    - 第22話「死人が教えた金のありか」（1979年） - 佐平

  - 必殺仕事人
    - 第7話「主水をあやつるバチの音は誰か?」（1979年） - 嘉平
    - 第24話「冥土へ道連れを送れるか?」（1979年） - 佐平次
    - 第52話「潜り技 隠し黄金止め」（1980年） - 与吉
    - 第63話「誘い技 死霊からくり岩山落し」（1980年） - 番頭・利助
    - 第74話「引き技 強奪押し込み斬り」（1981年） - 今井佐太郎

  - 必殺仕舞人 第8話「坊さんかんざし買うを見た -高知-」（1981年） - 入船屋和助
  - 特別編必殺仕事人 恐怖の大仕事 水戸・尾張・紀伊（1981年） - 松坂典膳
  - 新・必殺仕事人
    - 第7話「主水女の気持わかります」（1981年6月19日） - 佐平
    - 第30話「主水御用納めする」（1981年） - 与力 服部
    - 第48話 「主水 倹約する」（1982年） - 当三

  - 新・必殺仕舞人 第4話「八木節は悲しい村の恨み節」（1982年） - 陣場
  - 必殺渡し人 第2話「秘密の宴で渡します」（1983年） - 百舌屋佐吉
  - 必殺仕事人III
    - 第5話「夢の女に惚れたのは秀」（1982年） - 木田仁平
    - 第27話「暴力塾生にいじめられたのは順之助」（1983年） - 三浦

  - 必殺仕事人IV
    - 第1話「主水悲鳴をあげる!」（1983年） - 中田
    - 第20話「主水、宮本武蔵の子孫と試合をする」（1984年） - 同心 中野
    - 第34話「主水失神する」（1984年） - 石山  ※クレジットでは田中弘と表記
    - 第43話「秀夕陽の海に消える」（1984年） - 矢源太

  - 必殺仕切人 第9話「もしも女房が裸婦モデルになったら」（1984年） - 俳人
  - 必殺仕事人V 第19話「加代、天才男と商売する」（1985年） - 瀬川
  - 必殺仕事人V・激闘編（1986年）
    - 第7話「主水、正月もまたイジメられる」 - 源次
    - 第17話「江戸の空にハレー彗星が飛ぶ」 - 竜之介
    - 第25話「主水、紫陽花の下に金を隠す」 - 横川

  - 必殺まっしぐら! 第2話「相手は京の欲ボケ貴族」（1986年） - 京白川堂
  - 必殺仕事人V・旋風編
    - 第5話「主水、X'マスプレゼントする」（1987年） - 水城
    - 第13話「主水、化粧をする」（1987年） - 佐々伝蔵

  - 必殺仕事人V・風雲竜虎編 第12話「不倫妻、身投げからくり」（1987年） - 義観
  - 新春仕事人スペシャル 必殺忠臣蔵（1987年） - 松原多仲
  - 必殺剣劇人（1987年）  
    - 第2話「おととい来やがれ!」 - 関久蔵
    - 第8話「あばよ!」 - 葛西重太郎

  - 必殺仕事人・激突!
    - 第1話「ねずみ小僧の恋人」（1991年）
    - 第21話「最後の大仕事」（1992年） - 後藤庄左衛門

  - 必殺仕事人2009 第8話「一発勝負」（2009年） - 大黒屋
- ご存知遠山の金さん（NET / 東映）
  - 第4話「竜の首が恋をした」（1973年）
  - 第24話「頑張れニセ奉行」（1974年）
  - 第35話「桜吹雪が二人いた」（1974年）
- ご存じ金さん捕物帳（NET / 東映）
  - 第4話「ああ!幻の潜水船」（1974年）
  - 第20話「北町奉行所を砲撃せよ」（1975年）
- 斬り抜ける 俊平ひとり旅 第18話「死地突入」（1974年、ABC / 松竹） - 本多修理
- 影同心 第14話「大奥（秘）殺し節」（1975年、MBS / 東映） - 伝十郎
- 影同心II 第5話「女の争い紅葉花」（1975年、MBS / 東映） - 松庵
- 遠山の金さん（1975年 - 1976年、NET / 東映） - 北町奉行所同心・堺文之進 （1話 - 28話）
- お耳役秘帳 （1976年、KTV / 歌舞伎座テレビ）
  - 第2話「噂」 - 黒川陣内
  - 第17話「お耳役狩り」 - 谷仙十郎
- 江戸を斬る (西郷輝彦)（TBS / C.A.L）
  - 江戸を斬るII（1976年）
    - 第15話「めで鯛八五郎」- 魚勝
    - 第21話「目撃者は花嫁」- 番頭

  - 江戸を斬るIII 第4話「強請に使った贋金」（1977年）- 近江屋の大番頭
  - 江戸を斬るV（1980年）
    - 第6話「使えぬ右手が謎を解く」 - 半次
    - 第7話「御用金奪還!暁の追跡」 - 代官所手代

  - 江戸を斬るVI 第10話「魚河岸小町は瓜ふたつ」（1981年） - 藩士
- 新・座頭市 第1シリーズ 第23話「幽霊が市を招いた」（1977年、CX） - 博徒
- 横溝正史シリーズ（TBS）
  - 犬神家の一族（1977年） - 藤崎鑑識員
  - 黒猫亭事件（1978年） - 村井刑事
- 桃太郎侍（NTV / 東映）
  - 第23話「涙でうたう子守唄」（1977年） - 千葉
  - 第44話「手鎖慕情」（1977年） - 丑松
  - 第129話「無法河岸の女親分」（1979年） - 東海屋仙之助
  - 第176話「お江戸結婚相談所」（1980年）- 御用聞き
  - 第190話「はぐれ女のいのち花」（1980年）- 御用聞き
  - 第206話「さようなら! すずめちゃん」（1980年）- 源助親分
  - 第223話「娘剣法一番勝負」（1981年）
  - 第244話「義賊の恋」（1981年）
- 暴れん坊将軍シリーズ（EX / 東映）
  - 吉宗評判記 暴れん坊将軍
    - 第31話「御狩場から消えた女」（1978年） - 武市
    - 第81話「姿なき勇士たち」（1979年9月29日） - 佐藤八蔵
    - 第101話「八百万石を担ぐ男」（1980年2月23日）- 梅吉
    - 第134話「油地獄のバカ踊り」（1980年10月25日）- 義三郎
    - 第154話「棺桶の中に咲いた恋」（1981年3月28日）- 山本

  - 暴れん坊将軍II
    - 第21話「裏切りを覗いた女」（1983年） - 堀田多聞
    - 第44話「必殺! 顔のない男」（1984年） - 鹿蔵
    - 第175話「愛の証しの月夜唄!」（1986年） - 三州屋清七

  - 暴れん坊将軍III
    - 第30話「阿呆と呼ばれた名将軍」（1988年） - 桜井
    - 第61話「淡雪に祈りの恋奉公!」（1989年）- 市村
    - 第62話「恋の目安箱」（1989年） - 秋山左内
    - 第98話「ひとりぽっちの夢飾り」 - 肥前屋善兵衛
    - 第106話「秩父 はたおり唄」- 森屋

  - 暴れん坊将軍IV
    - 第6話「天晴れ!孝行息子に名裁き」（1991年） - 松助
    - 第29話「女大学!亭主を男にする法」（1991年） - 室山
    - 第49話「恋山彦 幻の花嫁!」（1992年） - 土屋市之進
    - 第63話「三年目の新妻化粧!」（1992年） - 水野主水

  - 暴れん坊将軍V
    - 第27話「天下御免の偽十手」（1993年） - 長吉
    - 第43話「天下を正した切腹訴状」（1994年） - 牧野市兵衛

  - 暴れん坊将軍VI
    - 第6話「江戸城危うし 吉宗の寝所」（1994年） - 田淵美濃守
    - 第31話「愛と復讐の遠目鏡」（1995年） - 児島武蔵守

  - 暴れん坊将軍VII
    - 第17話「子連れ刺客」（1997年） - 奈良平

  - 暴れん坊将軍VIII
    - 第6話「犯された義母の仕掛けた罠」（1997年） - 大関肥後守

  - 暴れん坊将軍IX
    - 第13話「襲われた寝室! 吉宗を狙うお姫様」（1999年） - 南国屋藤兵衛
    - 第38話「天下取りの野望! 吉宗VS宗春涙の対決」（1999年） - 成沢内膳正

  - 暴れん坊将軍X
    - 第8話「大岡裁きで生き地獄を見た女! 私を死罪に…」（2000年） - 織部主膳

  - 暴れん坊将軍XII
    - 第2話「南紀白浜の謀略!吉宗の娘を生んだ女?!」（2002年） - 小久保頼母
- 大岡越前（TBS / C.A.L）
  - 第5部 第6話「足を洗った女」（1978年3月13日）
  - 第6部 第6話「死を占った女」（1982年4月12日） - 川清の主人
  - 第7部
    - 第5話「夢で拾った五十両」（1983年5月23日） - 大寅
    - 第10話「薬袋に仕掛けた罠」（1983年6月27日） - 矢崎

  - 第8部 第12話「情は人の為ならず」（1984年10月8日）
  - 第10部
    - 第1話「大岡越前」（1988年2月29日）
    - 第3話「巷の噂を買う女」（1988年3月14日） - 佐平

  - 第14部
    - 第3話「将軍様は金魚迷惑」（1996年7月1日）
    - 第8話「将軍狙った男の涙」（1996年8月5日） - 若年寄
    - 第20話「恥ずべき行い」（1996年11月4日） - 若年寄

  - 第15部
    - 第19話「花は知っていた」（1999年1月25日） - 宇田川屋
    - 第21話「疑惑の恩人」（1999年2月8日） - 井田屋
- 赤穂浪士 第13話「城明け渡し」（1979年、EX / 東映・中村プロ）
- 長七郎天下ご免!（テレビ朝日）
  - 第17話「かあちゃんに逢いたい!」（1980年）- 伝吉
  - 第42話「暗殺!死を賭けた友情」（1980年）- 藤井
- 影の軍団II 第18話「夜霧に啼く黒い狼」（1982年、KTV / 東映） - 竹村庄左衛門
- 土曜ワイド劇場京都殺人案内（ABC / 松竹）
  - 第4話「亡き妻に捧げる殺人」（1981年） - 橋本孝治
  - 第6話「男女の水死体はどこから来たか!?」（1982年） - 米倉刑事
  - 第11話「美人社長誘拐さる!」（1985年） - 島村
  - 第16話「復讐の逆転法廷」（1990年） - 谷口検事
  - 第30話「音川刑事玄界灘を渡る! 京都―有田・伊万里―韓国プサン!」(2007年)
- 赤かぶ検事奮戦記（ABC / 松竹）
  - 第２シリーズ 第13話「女の裸が踊る」（1982年） - 刑事調査官
  - 第3シリーズ （1983年） - 松崎刑事 （レギュラー）
  - 第4シリーズ （1985年）- 西尾捜査課長 （レギュラー）
- 遠山の金さん（高橋英樹版）
  - パート1
    - 第36話「悪酒が招いた生花師匠殺人事件!」（1982年）
    - 第47話「悪女おらんの甘い罠!」（1983年）
    - 第86話「料亭女将殺人・真犯人にされた金さん!」（1984年） - 甚兵衛

  - パート2 
    - 第6話「夜の美女軍団!"死んで貰います"」（1985年）
    - 第35話「女賞金稼ぎ・陽炎のお仙!」（1986年）
- 壬生の恋歌 第16話「甦った女」（1983年、NHK） - 薩摩浪人
- 眠狂四郎無頼控 第2話「殺さないで私の子を 異国妻の絶叫!（後編）」（1983年、TX / 歌舞伎座テレビ） - 神保
- 時代劇スペシャル / 樅ノ木は残った 乱心（1983年、CX / 映像京都）
- 怪人二十面相と少年探偵団 第15・16話（1983年、関西テレビ / 宝塚映像） - 阿久津太一
- 西部警察 PART-III 第49話「京都・幻の女殺人事件‐京都編‐」（1984年、EX・石原プロ） - 川越一郎
- 長七郎江戸日記 （NTV / ユニオン映画）
  - 第1シリーズ
    - 第53話「顔のない男」（1985年） - 中川
    - 第83話「当世母親気質」（1986年）- 村上十内
    - スペシャル「血闘・荒木又右衛門」（1986年） - 安藤四郎右衛門
    - 第113話「山から来た女」（1986年） - 与吉

  - 第2シリーズ　
    - 第7話「はしり雨」（1988年） - 神崎東吾
    - 第17話「夫婦飛脚・恋の綱引」（1988年） - 徳造
    - 第37話「泣くな!妹よ」（1989年） - 才次
    - 第52話「闇を斬る女医者」（1989年） - 瀬戸半兵衛
    - 第56話「川開き、大輪の花」（1989年） - 菊乃屋徳右衛門
    - スペシャル「最後の挑戦・さらば長七郎」（1989年） - 柴田

  - 第3シリーズ
    - スペシャル「長七郎の陰謀」（1991年） - 平蔵
    - 第32話「少年は叫ぶ!」（1991年） - 伊兵衛
- ザ・ハングマンV 第12話「ハネムーン帰りの新妻が続々蒸発する!」（1986年） - 天野浩二
- 三匹が斬る!シリーズ（EX / 東映）
  - 三匹が斬る! 第6話「鬼と呼ぶ、男に惚れて薄化粧」（1987年）- 山田
  - 続続・三匹が斬る! 第11話「女難金難、死体になって長崎非常線!」（1990年）- 鳥羽勘藏
- 松本清張サスペンス「愛と空白の共謀」（1988年、KTV / 松竹）
- 名奉行 遠山の金さん（EX / 東映）
  - 第1シリーズ 第8話「ひょっとこ面の女」（1988年） - 絃三
  - 第3シリーズ 第6話「謎の美人幽霊」（1990年） - 松蔵
  - 第8シリーズ（遠山の金さんVS女ねずみ）第6話「ニセ小判! 蟻が暴く殺人手口」（1997年3月8日） - 利助
- 風雲!真田幸村（1989年、TX） - 片倉景綱
- 眠狂四郎 恋しぐれ円月殺法! 将軍家、若君乱心の謎を斬る!（1989年6月22日、ANB）
- 八百八町夢日記 隠密奉行とねずみ小僧 （NTV / ユニオン映画）
  - 第1シリーズ
    - 第1話「娘たちを追って」（1989年）
    - 第15話「若同心よ胸で泣け」（1990年） - 太田屋六兵衛

  - 第2シリーズ
    - 第7話「灯明台の灯を守れ」（1991年） - 町田庄左衛門
    - 第17話「暗闘」（1992年）- 文造
    - 第28話「見破られた次郎吉」（1992年） - 金井
- 翔んでる!平賀源内 第10話「男の夢は夜ひらく」（1989年、TBS）
- 鬼平犯科帳（CX / 松竹）
  - 第1シリーズ 第16話「盗法秘伝」（1989年11月29日） - 升屋市五郎
  - 第7シリーズ 第1話「麻布ねずみ坂」（1996年8月21日） - 白子の菊右衛門
  - 第9シリーズ 第4話「一本饂飩」（2001年5月15日） - 利平
- 月影兵庫あばれ旅（TX / 松竹）
  - 第1シリーズ 第7話「悪党だます悪い奴」（1989年） - 野中
  - 第2シリーズ 第12話「京の都の鬼を斬れ!」（1990年） - 南条左馬介
- 火曜ミステリー劇場（EX）
  - 京都東山殺人事件〜舞妓さんは名探偵〜（1990年） - 工藤栄三
- 鞍馬天狗 第10話「娘に捧げる最後の捕縄」（1990年、TX / 松竹） - 加山大作
- 華の宴（1991年、読売テレビ）
- 幕府お耳役檜十三郎 第8話「恋文代筆仕り候」（1991年、TX / 松竹）
- ドラマ30 / ある日突然…（1992年、TBS）
- 新春時代劇スペシャル / 森の石松（1992年、CX / 松竹）
- 徳川武芸帳 柳生三代の剣（1993年1月2日、TX）
- 付き馬屋おえん事件帳 スペシャル「散る花 咲く花 吉原と大奥の光と影!」（1993年、TX / 松竹） - 田中
- 闇を斬る!大江戸犯科帳（1993年、NTV）
  - 第4話「風花(かざはな)に泣く女」 - 月形の用人
  - 第12話「鬼の棲む島夢の島」
- 月曜ミステリー劇場 / 刑事ガンさん3 京都祇園祭り殺人事件（1993年、TBS / 松竹）
- 父子鷹 第2話「親離れ 子離れ」（1994年、NTV / 松竹）
- 江戸を斬るVIII 第25話「復讐剣が闇を裂く」（1994年、TBS / C.A.L） - 大村屋善右衛門
- 江戸の用心棒 シリーズ（NTV / ユニオン映画）
  - 江戸の用心棒 第19話「花の吉原 人斬り魔」（1994年）- えびす屋手代
  - 江戸の用心棒II 第8話「髪結いの亭主で候」（1995年）- 同心 岩田
- 豊臣秀吉 天下を獲る!（1995年、TX） - 浅井久政
- 一色京太郎事件ノート 第2作「京都栂ノ尾殺人事件」（1996年、TBS） - 戸田
- 御家人斬九郎 第2シリーズ 第7話「白魚の吉次」（1997年、CX / 映像京都） - 甲府勤番配下
- 金曜エンタテイメント / 京都祇園入り婿刑事事件簿3（1998年、CX / 松竹）
- 南町奉行事件帖 怒れ!求馬 （TBS）
  - 第1シリーズ 第11話「肥前守暗殺!」（1998年）- 幕閣
  - 第2シリーズ 第6話「生き返った幽霊」（1999年）- 駿河屋
  - 大江戸を駆ける 第9話「秘剣！闇の太刀・深川」（2001年）- 浪人
- 聖徳太子（2001年、NHK） - 巨勢比羅夫
- NHK連続テレビ小説
  - オードリー（2001年）
  - ほんまもん（2002年）
- 陰陽師☆安倍晴明〜王都妖奇譚〜 其の五「最後の賭け」（2002年、CX）
- 木曜ミステリー オヤジ探偵 第2シリーズ 第7話「探し物はなんですか?」（2002年、EX）
- 八丁堀の七人 第4シリーズ 第2話「初恋の罠!黙秘する女取り立て屋」（2003年、ANB）
- 新いのちの現場から（2004年、MBS） - 石渡
- 仕掛人・藤枝梅安（2006年11月4日、CX / 松竹）
- 逃亡者 おりん 第12話「母子・涙の仇討ち」（2006年、TX） - 柴田敬太郎
- 新・科捜研の女4 第3話「科学捜査vs心理捜査第三の犯行の秘密!!」 （2008年、ABC） - 植物学者
- 修羅雪姫（2011年、BS-TBS）
- 土曜ワイド劇場「ミステリー作家・六波羅一輝の推理2 京都・陰陽師の殺人」（2012年4月21日、EX）
- 松本清張 球形の荒野（2014年、BS日テレ / ユニオン映画） - 伊東忠介

など

### 映画
- いのち輝くとき（2003年、共和教育映画社）
- 新世界歌謡道（2006年、森千紗花事務所）
- ふるさとをください（2008年）
- パトロール隊1号2号（2012年、ペット映画）
- 新世界歌謡道パートII（2013年、森千紗花事務所）
- 拳銃と目玉焼（2013年、未来映画社） - 坂本（町工場社長）
- 柘榴坂の仇討（2014年、松竹） - 木村弥三郎
- 太秦ライムライト（2014年）

### Vシネマ
- 難波金融伝・ミナミの帝王
- 首領への道
- 実録名古屋やくざ戦争 統一への道・3（2004年、オールインエンタテインメント）

### テレビアニメ
- じゃりン子チエ（1981年） - 福引屋
- チエちゃん奮戦記 じゃりン子チエ（1991年） - 古道具屋の店主、教祖

### 劇場アニメ
- 火垂るの墓（1988年、東宝）

### ラジオドラマ
- NHK-FM FMシアター
  - 勤務時間内戦争（1995年）
  - 緑の風とチュウしたい（1999年） - 父

### 舞台
- 真田風雲録（1977年） - 演出
- スペースゼロプロデュース公演「書留へ ピアノより」（1993年）
- 演劇集団芝居小舎 第3公演「花よりダンゴ」（1998年） - 演出
- ドラマックカンパニー公演「海抜3200メートル」（2004年） - 演出
- 楽劇の祭典特別公演「豊後掾」（2006年） - 老中・水原和泉守
- 浪花人情紙風船団 第7回公演「負けてもイギョラ!!」（2007年） - 演出
- 大阪カルチャーナイトフェスティバル2007「大坂夏の陣 踊るシジフォス!1615」（2007年）
- 新世界歌謡道パートIII「風にさすらう親子草」（2009年11月）
- 吉本百年物語 深夜のキラ星〜スター誕生〜（2012年11月） - 誠三（仁鶴の父）
- 寿と三人の英霊（2013年、シアターアンツ）
- 関西俳優協議会公演
  - 「平家女護島」（2009年）
  - 中国話劇「茶館」（2012年） - 演出
  - 「十二人の怒れる男」（2013年） - 演出
- メイシアター開館30周年記念「芸団協関西 〜淀のたまりは華やかに」（2015年） - 企画
- 近代演劇倶楽部公演
  - 芸団協関西吹田メイシアター開館30周年記念公演「息子」（2015年） - 演出
  - 「恩讐の彼方に」（2016年） - 演出
- 劇団道化座公演「母の肖像」（2020年11月） - 客演

など